# Chlorure d'américium(III)
Le chlorure d'américium(III) ou trichlorure d'américium est le composé chimique constitué d'américium et de chlore de formule AmCl3. Il forme des cristaux roses hexagonaux.
À l'état solide, chaque atome d'américium a neuf atomes de chlore comme proches voisins, approximativement à la même distance,.
L'hexahydrate a une structure cristalline monoclinique avec : a = 970,2 pm, b = 656,7 pm et c = 800,9 pm ; β = 93° 37' ; groupe d'espace : P2/n.

## Réactions
Une méthode d'électroraffinage (en) utilisant du chlorure d'américium(III) a été étudiée pour le séparer des mélanges d'actinides, puisque l'énergie libre de Gibbs standard de formation du chlorure d'américium(III) est très différente des autres chlorures d'actinides.